# Катастрофа DC-6 на Гуаме
Катастрофа DC-6 на Гуаме — крупная авиационная катастрофа, произошедшая ранним утром в понедельник 19 сентября 1960 года на острове Гуам (Марианские острова). Грузопассажирский самолёт Douglas DC-6A/B авиакомпании World Airways с группой военных на борту выполнял рейс с Гуама на остров Уэйк, но вскоре после взлёта врезался в гору и разрушился, в результате чего погибли 80 человек. На момент событий являлась крупнейшей катастрофой на Гуаме и с участием Douglas DC-6.

## Самолёт
Грузовой Douglas DC-6A с регистрационным номером N90779 (заводской — 44914, серийный — 646) был выпущен 9 января 1956 года, а 11 января передан заказчику — американской авиакомпании American Airlines. Его четыре поршневых авиационных двигателя были модели Pratt & Whitney R-2800-CA15 и оборудованы воздушными винтами производства Hamilton Standard модели 43E60 с гидромеханическим регулированием шага винта. 4 октября 1959 года в Талсе (Оклахома) самолёт прошёл свой четвёртый капитальный ремонт, имея на тот момент наработку 10 398 часов. Вскоре он был продан другой американской авиакомпании — World Airways, базировавшейся в аэропорту Окленд, и в которую поступил 5 апреля 1960 года. 14 апреля на базе Air Research Aviation Corporation в Лос-Анджелесе борт N90779 был переделан из грузовой версии в грузопассажирскую (модель DC-6A/B). Наработка лайнера на тот момент составляла 11 631 час 26 минут, в том числе 1233 часа 12 минут от капитального ремонта, когда он получил лётный сертификат и начал эксплуатироваться. На момент катастрофы самолёт имел общую наработку 12 746 часов.

## Экипаж
В кабине самолёта находился лётный экипаж в составе 4 человек:
- Командир воздушного судна — 46-летний Руди Дж. Холмен (англ. Rudy J. Holman). Имел общий лётный стаж 15 681 час, в том числе 713 часов полётов по приборам и 6343 часа полётов ночью. Налёт на типе DC-6 составлял 2548 часов;
- Второй пилот — 31-летний Клейборн П. Клонч (англ. Clayborne P. Claunch). Имел общий лётный стаж 6317 часов, в том числе 266 часов полётов по приборам и 4617 часов полётов ночью. Налёт на типе DC-6 составлял 217 часов 11 минут, в том числе 208 часов за последние 90 дней;
- Бортинженер — 29-летний Роберт Э. Дэвис (англ. Robert E. Davis). Имел общий лётный стаж 5554 часа, в том числе 748 часов на типе DC-6, включая 216 часов за последние 90 дней;
- Штурман — 27-летний Эдгар В. Швойер (англ. Edgar W. Schwoyer). Имел общий лётный стаж 3638 часов, в том числе 258 часов на типе DC-6, включая 201 час за последние 90 дней.

В салоне работали три стюардессы:
- Дидди Х. Кэеджер (англ. Diddy H. Kaeger);
- Кэролайн Йетс (англ. Caroline Yates);
- Патриция Эллис (англ. Patricia Ellis).

Дополнительным членом экипажа был представитель Федерального агентства по авиации Джеральд Пис (англ. Gerald Pease).

## Катастрофа
Борт N90779 был зафрахтован Военно-воздушной транспортной службой для выполнения пассажирского рейса WO830/18 (позывные — World Airways 779) по перевозке группы военных с Филиппин в штат Калифорния с промежуточными посадками на островах Гуам, Уэйк и Гонолулу. В 18:57 ещё 18 сентября рейс 830 вылетел из филиппинской авиабазы Кларк и спустя семь часов полёта, в 01:50 уже 19 сентября приземлился на морскую авиабазу Агана (Гуам). Этот полёт прошёл без отклонений, а на Гуаме лайнер принял новый экипаж, который находился здесь с 16 сентября.
Наземным обслуживанием гражданских самолётов и подготовкой пассажирских рейсов в Агане, по контракту с World Airways, занималась Pan American World Airways (Pan Am). У сдающего экипажа по самолёту не было никаких замечаний, но на Гуаме при осмотре на киле у задней части высокочастотной антенны было обнаружено L-образное отверстие в обшивке. При более внимательном рассмотрении выяснилось, что это усталостная трещина, поэтому авиатехники компании Pan Am при наблюдении бортинженера из экипажа самолёта выполнила временный ремонт, удалив часть обшивки с трещиной и поставив на это место заплатку площадью 18 кв. дюймов. Командир самолёта Холман также наблюдал за ремонтом и был им удовлетворён.
Всего на борту находились 86 пассажиров и 8 членов экипажа, включая сотрудника Федерального агентства по авиации, а примерный вес лайнера на момент взлёта составлял примерно 99 005 фунтов (44 908 кг) при максимальном допустимом для данного рейса 103 000 фунтов (46 720 кг), который был определён исходя из того, чтобы посадочный вес по прибытии на Уэйк не превышал 86 780 фунтов (39 363 кг). Центровка самолёта составляла 23,5 % САХ при установленных пределах от 14,1 до 33 % САХ.
Согласно полученному экипажем от представителя Pan Am прогноза погоды, на 06:06 ожидалась переменная облачность с нижней границей 1400 футов (430 м) и переменная на 14 000 футов (4300 м), высокая сплошная, видимость 15 миль (24 км), температура воздуха 77 °F (25 °C), точка росы 75 °F (24 °C), ветер юго-восточный 5 узлов, давление высотомера высотомер 29,80 дюйма (757 мм) рт. ст. Гражданские утренние сумерки должны были начаться в 06:49, а солнце взойти лишь в 07:10. Схема вылета из аэродрома Агана предусматривала, что после взлёта с полосы «6 левая» самолёт должен был подняться до 10 400 футов (3200 м), после чего выполнить правый разворот. Плакат с этой схемой был и на диспетчерском пункте, куда приходил командир экипажа для получения инструктажа. На самом аэродроме при этом была распространена практика, когда экипажи выполняют данный разворот не менее, чем на высоте 1000 футов.
Далее экипаж перешёл на связь с диспетчером взлёта и посадки и получил от него разрешение на полёт. Сами переговоры между диспетчером и экипажем не записывались, но зато запись вёл магнитофон внутри диспетчерской, из которого было определено, что экипаж получил разрешение следовать прямым курсом на Уэйк на эшелоне 11 000 футов (3400 м), а также указание после взлёта выполнить правый поворот на курс 100° и затем переходить на связь с центром на частоте 135,9 КГц. Затем диспетчер дал разрешение на взлёт, после чего в 06:00 экипаж начал разбег.
Согласно показаниям очевидцев, самолёт выполнил нормальный пробег по полосе протяжённостью примерно 5000 футов (1500 м), после чего поднялся в воздух и пролетел над ярко освещённой строительной площадкой в конце полосы, при этом очевидцы заметили, как он сразу выполнил небольшой поворот и начал набор высоты.
Через 50 секунд летящий на высоте 580 футов (180 м) над уровнем моря (300 футов (91 м) над уровнем аэродрома) авиалайнер в двух морских милях от аэродрома (три с половиной километра) и по вектору 087° от торца полосы врезался в покрытый лесом склон горы Барригада (англ. Barrigada). Промчавшись 975 футов (297 м) через деревья с примерным курсом 120°, «Дуглас» остановился. Согласно показаниям выживших, сам удар о деревья был небольшим, но затем возник сильный пожар, который словно продвигался от хвоста к носу. 13 пассажиров успели спастись через разлом на левой стороне салона и через аварийный люк над правым крылом. Из экипажа смог спастись лишь штурман, который выбрался через окно со стороны второго пилота. Все остальные находящиеся на борту 73 пассажира и 7 членов экипажа, то есть всего 80 человек, погибли.
По числу жертв на момент событий это была крупнейшая авиакатастрофа на Марианских островах и с участием Douglas DC-6.

## Расследование
Прежде всего требовалось рассчитать траекторию полёта борта N90779 начиная с момента отрыва от полосы, чтобы определить, где же он начал выполнять правый поворот на курс 100°. Для этого были задействованы вертолёт военно-морского флота и самолёт Douglas C-54 Skymaster военно-воздушных сил, примерно сопоставимый с разбившимся DC-6. Вертолёт, зависнув сперва над местом катастрофы, начал следовать к аэродрому курсом 280°, то есть обратным курсу взлёта 100°, до пересечения с продолжением осевой линии полосы «6 левая». Затем на самолёте C-54 стали проверять траекторию полёта, следуя при этом со скоростью, равной скорости V2 для DC-6, и выполняя поворот в точке, определённой вертолётом. Было установлено, что весь полёт рейса 830 продолжался всего 50 секунд, а правый поворот выполнялся с креном 15°. Один из жителей к востоку от аэродрома утверждал, что разбившийся самолёт пролетел перед этим прямо над его домом, поэтому следователи проводили лётные испытания, пытаясь пролететь над этим же домом. В результате было подтверждено место выполнения поворота и крен, с которым он выполнялся.
Было обращено внимание на проводившийся в Агане ремонт, так как заплатка была поставлена как раз у горизонтальных стабилизаторов, которые отделились от самолёта. Позже было доказано, что стабилизаторы отделились при ударах о деревья, но заплатку так и не нашли. Проверка двигателей показала, что они вращались с частотой примерно 2550—2660 об/мин, а лопасти их воздушных винтов были установлены на угол 34—36°, то есть на режим тяги. Усталостных разрушений воздушных винтов обнаружено не было. Взятие образцов топлива показало, что оно соответствовало нормам и также не могло привести к катастрофе. Все обломки были найдены на месте происшествия. Таким образом, разрушения конструкции до этого, например, из-за столкновения с препятствием при взлёте, не было.
Так как взлёт выполнялся в предрассветных сумерках, то много внимания было уделено проверке работы маяка на вершине горы Барригада, в которую врезался «Дуглас». Этот маяк светится красным мерцающим светом и был установлен на вершине башни высотой 84 фута (26 м), то есть выше деревьев и разных препятствий, которые могли бы его заслонить. Этот маяк горел на протяжении всего короткого полёта рейса 830, но его источником света являлась горелка на ацетиленовом газе, которая давала свечение менее яркое, нежели расположенные на вершинах некоторых радиоантенн красные электрические маяки, которые располагались чуть правее траектории полёта, но были выровнены на одной высоте с ацетиленовым маяком, либо на 200 футов (61 м) ниже его. Впрочем, стоит отметить, что вскоре после происшествия ацетиленовую горелку заменили двумя электрическими лампами мощностью по 600 Вт каждая, а вместе они светили с яркостью 2000 свечей, мигая при этом с частотой 32 раза в минуту (управлялись фотоэлементом).
Изучение характера разрушение позволило определить, что в деревья самолёт врезался почти в горизонтальном положении и с небольшим правым креном. Ударившись в гору на высоте 580 футов (177 м) над уровнем моря, лайнер промчался вверх по склону 975 футов (297 м), после чего остановился уже на высоте 605 футов (184 м). Шасси и закрылки в этот момент были убраны. Сам самолёт до момента удара о деревья, согласно записям в технических журналах, был полностью исправен. Пожара или разрушения конструкции на борту не было.
Из-за темноты экипаж мог не видеть контуров горы, но должен был знать о ней, ведь о ней было указано и в инструктажах по выполнению полёта, а также предупредил диспетчер. Вообще схема взлёта с полосы 6 левая, которая, согласно утверждениям представителя World Airways была и в полётных данных, предусматривает сперва набор высоты до 1000 футов (300 м), а затем уже поворот на восток. Но командир по неустановленным причинам сразу выполнил поворот, направившись таким образом к горе. Маяк на вершине горы, который должен был предупреждать об опасности, в данном случае был закрыт предрассветной дымкой, которую не смог пробить из-за своего слабого света.
Для увеличения скорости полёта и набора высоты следовало бы щитки на капотах двигателей приоткрыть лишь на 4°, что вполне достаточно для нормальной работы двигателей. Однако при изучении обломков было установлено, что они были выпущены на 22°, что увеличивало аэродинамическое сопротивление. Впрочем, если бы они стояли в правильном положении, то прироста скорости всё же было бы недостаточно, чтобы успеть перелететь гору. Двигатели в момент происшествия развивали мощность примерно по 1900 л. с. (1400 кВт) каждый, а небольшой разброс в их частотах вращения был вызван тем, что двигатели просто ещё не успели нормализоваться.

## Причина
Причиной катастрофы была названа ошибка пилотов, которые не соблюдали установленные процедуры по выполнению взлёта с полос «6 левая» и «6 правая» аэродрома Агана.

### Комментарии
1. ↑  Здесь и далее указано летнее время Гуама (GDT).